# Hanza
Hanza (též hansa, střední dolnoněmčinou Hanse, Düdesche Hanse, v moderní němčině Deutsche Hanse, odtud přešlo do češtiny jako skupina, spolek, houf, nizozemsky De Hanze, latinsky Hansa Teutonica) neboli Hanzovní liga znamenala svazek převážně německých obchodních měst, která provozovala dálkový obchod. Založena byla v polovině 12. století, fungovala půl tisíciletí, až do poloviny 17. století. Z původního spolku německých obchodníků se původní Hanza rozrostla ve svaz hanzovních měst, který prosazoval své zájmy v cizích zemích i vůči svému panovníkovi.

## Historie

### Vznik hanzy

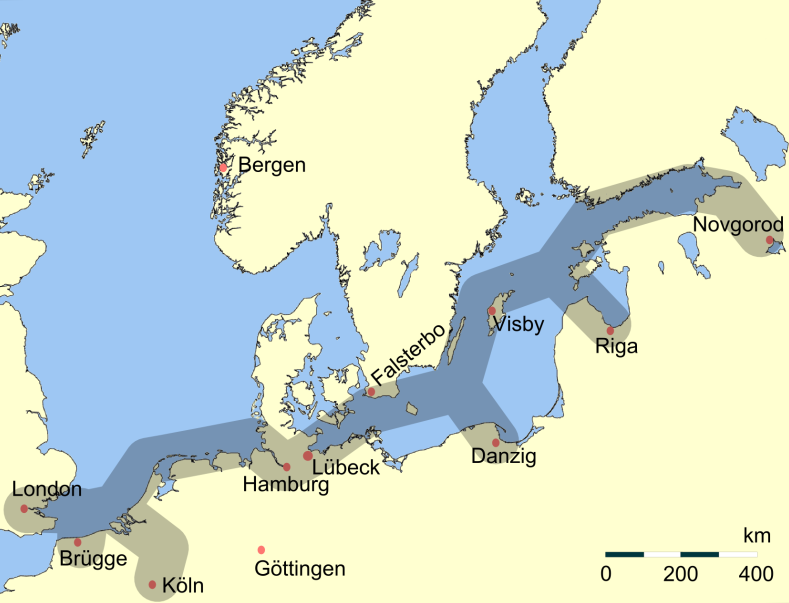
Hlavní obchodní trasy

Ve středověku se v říši (Německu) vytratila silná královská moc, která by zabezpečila zájmy měst, jako tomu bylo například v Anglii nebo ve Francii. Proto byla německá města nucena sama si zajistit ochranu před svévolí místních knížat, loupeživých rytířů, pirátů apod. Za tímto účelem a především k prosazování ekonomických cílů založila městské svazy. Největším a nejvýznamnějším z nich byla severoněmecká hanza.
Hanza byla původně společenstvím kupců ze švédského Gotlandu (první zmínky se vážou k roku 1161). Ve 13. století se však začala formovat jako spolek měst. Roku 1282 vznikla německá hanza sloučením místních hanz v prosperujících obchodních centrech, jako byl Kolín nad Rýnem, Hamburk a Lübeck. Postupně se připojila další města, takže v době svého největšího rozkvětu měla hanza na 80 členů a operovala v oblasti Severního a Baltského moře od Flander až po východní Pobaltí a západní Rus. Vedoucí postavení získala města Lübeck, Hamburk a Brémy, dále k hanze patřily například Rostock, Wismar, Gdaňsk, Riga nebo Tallinn.

### V dobách největší slávy

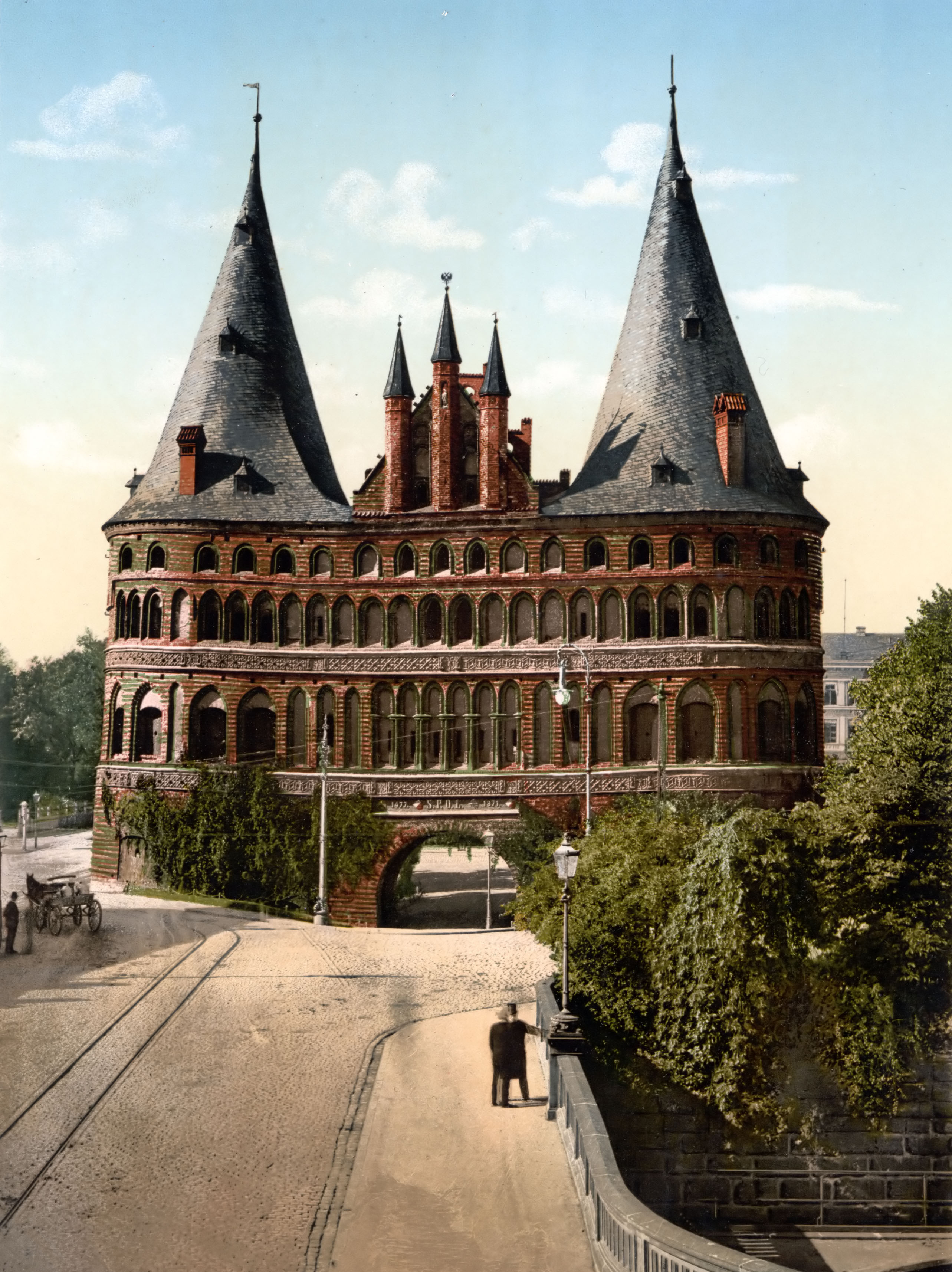
Holštýnská brána v Lübecku roku 1900.

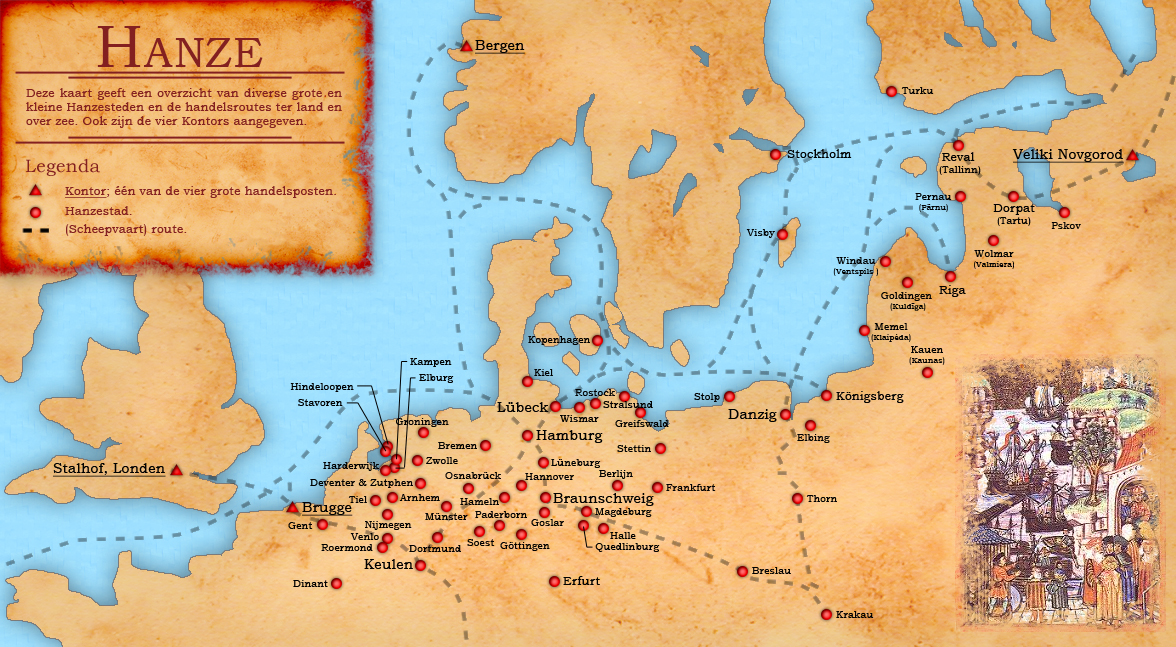
Hanzovní města a obchod mezi nimi

Hanza si monopolizovala práva na zprostředkovatelský obchod mezi Anglií, Nizozemím, Skandinávií, Livonskem a Rusí. Svoje dvory (faktorie) si založila po celé severní Evropě.
V Novgorodě to byl dvůr sv. Petra, v Londýně Steel Yard, další existovaly v Bruggách, Bergenu, Stockholmu nebo Kaunasu. Ze zemí východní Evropy se vyvážely přírodní produkty a potraviny (obilí, kůže a kožešiny, med, vosk, dřevo, sledi), ze západu sukna, kovové výrobky, vína, přepychové předměty z Itálie a jižní Francie. Hanza přivážela na sever Evropy také koření a další luxusní zboží, které pocházelo z Orientu.
V dobách svého největšího rozmachu ve 14. století představovala hanza samostatnou politickou a vojenskou sílu, která vedla války, uzavírala mír a navázala diplomatické styky s řadou států. V letech 1367–1370 válčila za podpory Švédska a meklenburského knížectví s Dánskem, které narušilo její privilegia. Po uzavření stralsundského míru získala kontrolu nad Sundskými úžinami a dokonce také právo účastnit se volby dánského krále.
Společné záležitosti hanzovních měst řešily sjezdy, které se scházely v Lübecku. Hanza neměla společnou pokladnu. Její armádu a flotu tvořily vojenské a námořní síly jednotlivých měst, nebo se využívalo žoldnéřského vojska. V oblasti svého působení se hanza uchylovala i k rozsáhlým pirátským akcím.

### Úpadek
Poměrně brzy, již ve druhé polovině 15. století, začala hanza upadat. To mělo řadu příčin. Na vině byly hluboké rozpory uvnitř svazu, kde každé město prosazovalo svůj prospěch. V důsledku rozvoje vlastního obchodu Anglie, Nizozemí, Švédska, Dánska a Ruska, podporovaného panovníky, ztrácela hanza svá privilegia na zahraničních trzích. V roce 1494 byl uzavřen hanzovní dvůr v Novgorodě, 1578 následoval Londýn. V 16. století ztrácela hanza rychle své bývalé postavení a řada měst od ní odpadla. Určitý význam si udržela do 17. století. Poslední hanzovní sněm se sešel roku 1669.

## Hanzovní prapory

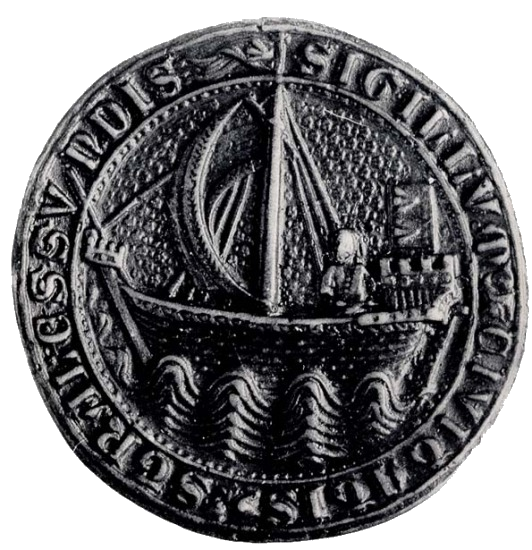
Pečeť Stralsundu (1329)

| 13. století - Hamburk - Riga - Lübeck | 14. století - Brémy - Gdaňsk - Elbing - Rostock - Stralsund | 15. století - Královec - Štětín - Wismar |